# Tratteggio

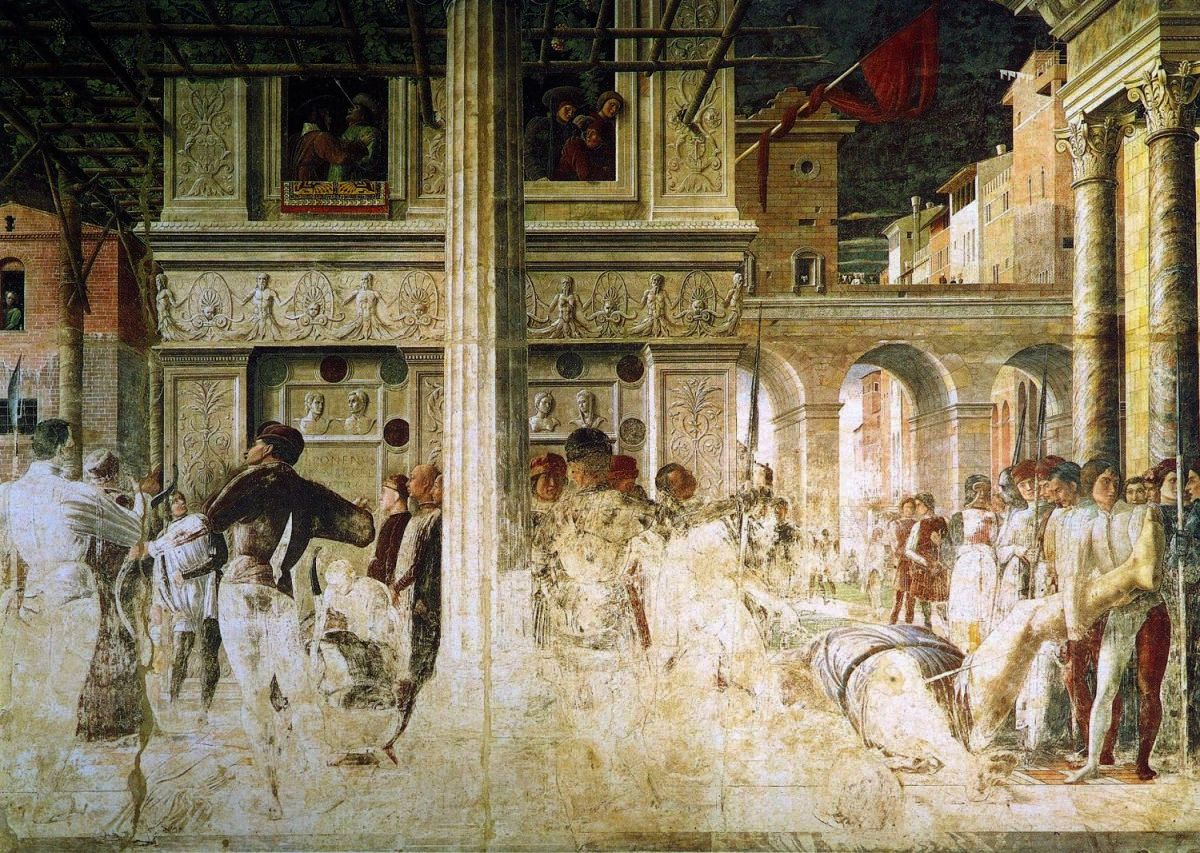
Fresque endommagée d'Andrea Mantegna de la chapelle des Ovetari.

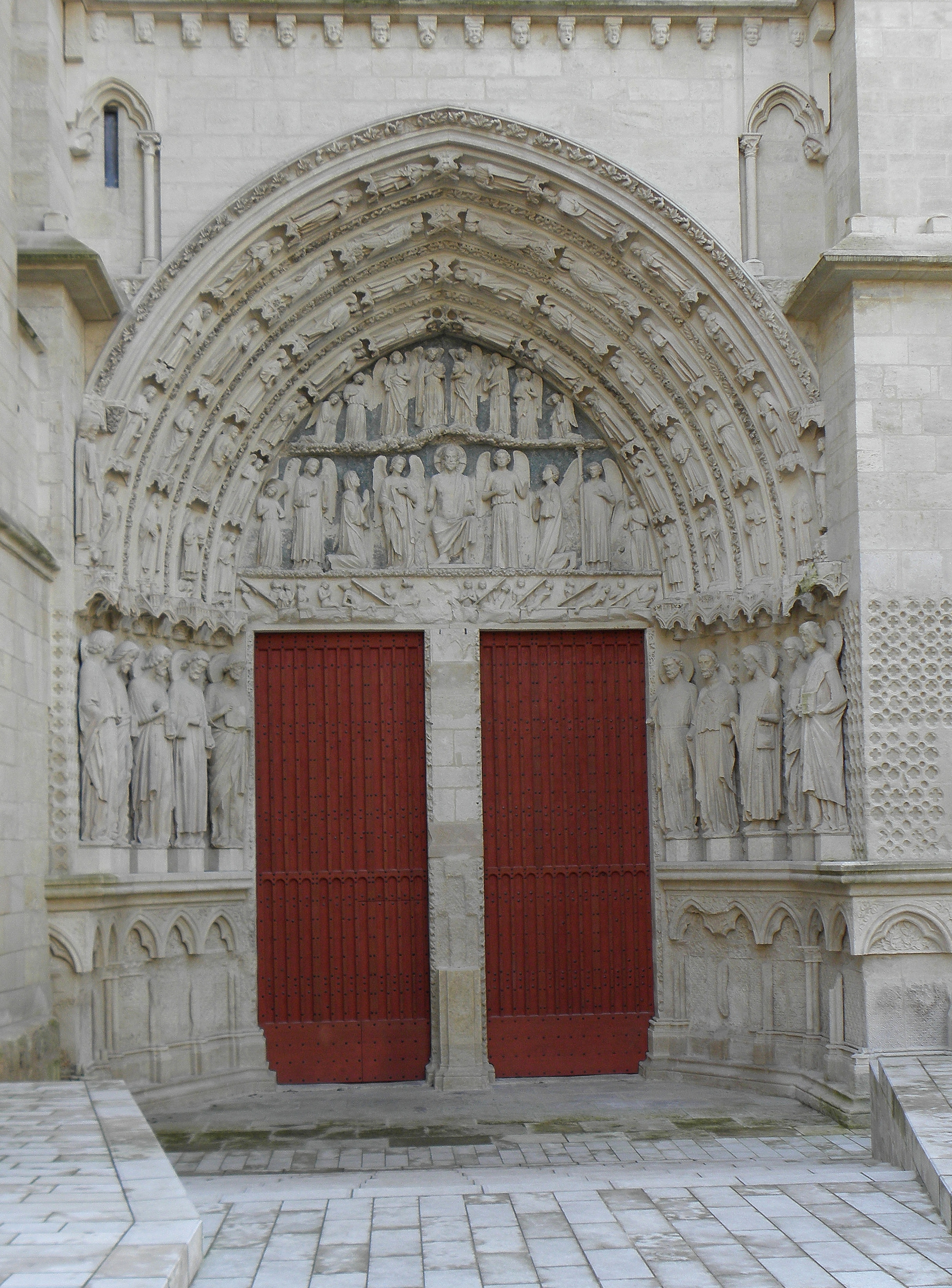
Au niveau du tympan du portail Royal de la cathédrale de Bordeaux, les restaurateurs ont partiellement comblé les lacunes du fond bleu sous forme de tratteggio.

Le tratteggio (ou trattegio parfois en français) est une technique de retouche colorée utilisée dans la restauration de fresques.
Les lacunes, ou manques de couche picturale, sont remplies de fines lignes rigoureusement verticales et parallèles, généralement peintes à l'aquarelle sur enduit de restauration. Vues de loin, les lignes sont interprétées par l'œil humain comme faisant partie de l'œuvre, mais vues de près (50 cm), les lignes sont bien visibles, leur structure de substitution apparaît. 
La visibilité de la technique de retouche permet au restaurateur de reconstruire de très grandes parties manquantes, en s'appuyant sur une documentation de l'œuvre. Cette technique très délicate demande un entraînement particulier et beaucoup de patience. 

## Histoire
L'ancienne technique de retouche consistait a remplir les lacunes de fresque par un fond gris uniforme pour ne pas céder à la tentation de compléter les blancs par du dessin. Cette technique n'étant pas satisfaisante, une nouvelle technique fut mise au point à la fin de la Seconde Guerre mondiale.
Le tratteggio fut développé par l'ICR, Istituto Centrale per il Restauro (aujourd'hui ISCR, Istituto Superiore per la conservazione ed Il Restauro) à Rome. Il le développe particulièrement pour la restauration des fresques de l'église des Eremitani de Padoue . Les fresques ayant été fragmentées par les bombardements, il était impossible de restituer les manques tant ils étaient importants. Cesare Brandi, fondateur et directeur de l'Institut, soucieux d'éviter la re-création des manques dans les fresques, mis alors au point une théorie de la restauration et promut le tratteggio : « Dans la restauration des peintures, type de réintégration des lacunes destinée à rester visible en vision rapprochée. »
Cette technique fut utilisée lors de la restauration de fresques de Mantegna dans la chapelle des Ovetari, dont La Décollation de saint Jacques. La surface retouchée représente un dixième de l'ensemble peint (700 m2). Les fresques sont fragmentaires, avec un total de 80 735 fragments.
La technique fut intégrée ensuite dans la politique de restauration des œuvres en 1966 par la Charte de Venise. 
Il existe aussi plusieurs autres techniques de retouche colorée pour les peintures murales comme pour les peintures de chevalet : retouche dite illusionniste, retouche par points, etc.

## Principe
Dans le but de ne pas tromper le spectateur devant une fresque trop restaurée, et sans lui rappeler trop vivement la dégradations de l'œuvre endommagée qui n'a plus son aspect originel, cette technique joue sur l'effet mécanique provoquée dans la vision humaine qui place la structure imposée (des rayures parallèles verticales) dans les plans vides, comme en retrait, en arrière-plan, des parties colorées, elles,  intactes.
De près, si la structure de la grille des hachures est évidente, de loin elle disparait, le spectateur recomposant mentalement et inconsciemment l'œuvre dans son intégrité.
Dans l'intention compréhensible  de pouvoir revenir à une reconstitution sans ce subterfuge, les hachures sont peintes à l'aquarelle dont la présence est ainsi aisément réversible.

« La restauration doit viser à rétablir l'unité potentielle de l'œuvre d'art, à condition que cela soit possible sans commettre un faux artistique ou un faux historique, et sans effacer la moindre trace du passage de l'œuvre d'art dans le temps. »

— Théorie de la restauration, Cesare Brandi, traduit par Monique Baccelli, éditions Allia.

## Sources
- Paul Philippot,  Retour sur le Tratteggio